# Jean Toury (homme politique)
Jean Toury, né le 23 août 1911 à Montgivray (Indre) et mort le 2 juin 2003 à La Châtre (Indre), est un homme politique français.

## Biographie

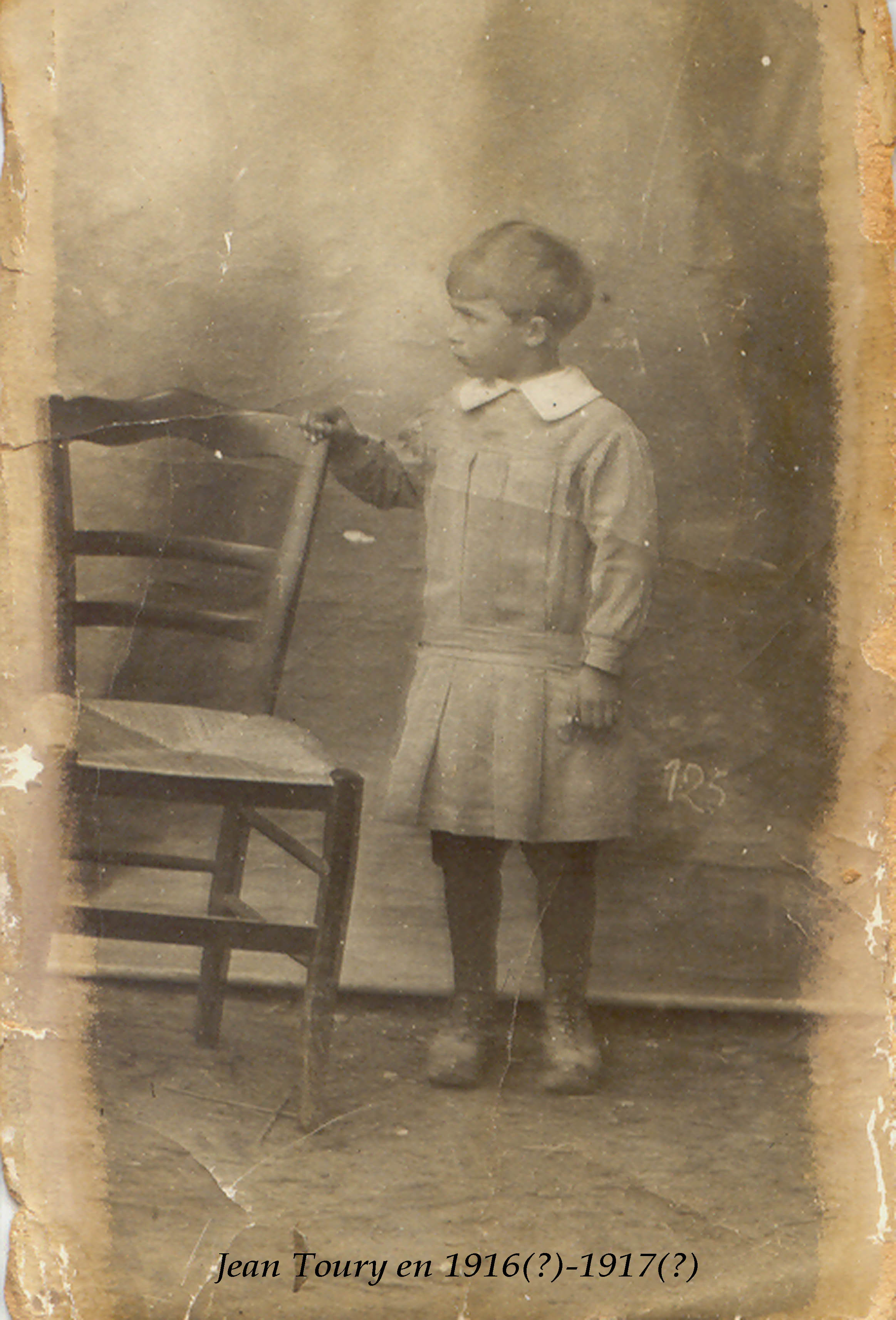
Jean Toury enfant durant la guerre de 1914-18

Jean Toury est le fils unique de Georgette Toury, couturière et garde d'enfants et d'un père inconnu. Sa famille est d'origine modeste, tous laboureurs à Luant (Indre) puis cheminots à la création de la ligne Paris-Orléans. Reçu premier du canton de La Châtre au certificat d'études, il travaille d'abord dans une étude notariale puis comme employé de banque. Il se marie en 1939 avec Jeanne Pirot, fille d'Etienne et Louise Pirot née Nonin.
Etienne Pirot est un plombier, zingueur, couvreur, qui a monté une entreprise prospère de fabrication et négoce de matériaux de construction; il est l'inventeur d'une tuile mécanique (tuile EP) dont il a vendu le brevet.
Jean Toury devient greffier de tribunal à Châteauroux. Mobilisé, sergent, il est fait prisonnier en 1940 et restera 5 ans en Allemagne comme travailleur agricole. A la libération, il reprend l'affaire de son beau-père et devient bientôt conseiller municipal à La Châtre. Il a eu 3 enfants, 7 petits enfants et 9 arrières petits enfants.

## Détail des fonctions et des mandats
Mandat parlementaire
- 25 novembre 1962 - 2 avril 1967 : Député de la 2e circonscription de l'Indre